# IS-2
IS-2 (ros. ИС-2), czasami określany jako JS-2 – czołg ciężki konstrukcji radzieckiej z okresu II wojny światowej. Należy do tzw. rodziny IS.

## Historia
Latem 1943 roku powstał w zakładach w Czelabińsku pierwszy model nowego czołgu ciężkiego. Początkowo nosił on oznaczenie „obiekt 237”. Jego głównym konstruktorem był N. F. Szaszmurin. 8 sierpnia 1943 czołg został przyjęty do uzbrojenia Armii Czerwonej. Nowy pojazd otrzymał oznaczenie IS-1 (IS – Iosif Stalin) lub IS-85. Czołg był uzbrojony w armatę D-5T kal. 85 mm. Miał masę ok. 44 t. Wyprodukowano tylko 107 egzemplarzy IS-1. Ponieważ w tym okresie powstał czołg średni T-34-85 uzbrojony w identyczną armatę, zaszła potrzeba wzmocnienia uzbrojenia czołgu ciężkiego. Szybko wdrożono do produkcji czołg uzbrojony w armatę D-25T kalibru 122 mm. Nosił on początkowo oznaczenie „obiekt 240”. Po przyjęciu do uzbrojenia zmieniono je na IS-2. W trakcie produkcji czołg ulegał modernizacji. Wprowadzono w jego armacie półautomatyczny zamek klinowy w celu zwiększenia szybkostrzelności działa. Modernizacji uległ kadłub czołgu, a zwłaszcza kształt jego przednich płyt. Na włazie dowódcy zamontowano podstawę dla wielkokalibrowego karabinu maszynowego DSzK kal. 12,7 mm. Zmodernizowane pojazdy nosiły oznaczenie IS-2M. Do zakończenia wojny ogółem zbudowano ok. 3400 czołgów IS-1 i IS-2.
Na podwoziu czołgu IS-2 powstały działa pancerne ISU-152 i ISU-122.

## Zastosowanie bojowe
Po raz pierwszy IS-2 został użyty podczas walk w ZSRR na początku 1944 roku. Dwadzieścia jeden czołgów typu IS-2 zniszczyło ponad czterdzieści Tygrysów i Elefantów, tracąc przy tym tylko osiem czołgów. Niemieckie czołgi ciężkie, które były z łatwością niszczone, nie posiadały odpowiedniego działa, aby odpowiedzieć na armatę 122 mm.
Czołgi IS-2 weszły w armii radzieckiej na uzbrojenie gwardyjskich pułków czołgów ciężkich. Zwano je także pułkami ciężkich czołgów przełamania. Były to samodzielne jednostki bezpośrednio podporządkowane Naczelnemu Dowództwu. Były one przez nie przydzielane jako wzmocnienie do poszczególnych korpusów lub armii na czas określonej operacji bojowej. Pod koniec wojny zaczęto formować również samodzielne brygady czołgów ciężkich.
Czołgi IS-2 pozostawały w uzbrojeniu armii radzieckiej również po wojnie. Na początku lat 50. XX w. poddano je poważnej modernizacji. Polegała ona głównie na wyposażeniu ich w nowe silniki. Były to odpowiednio przystosowane silniki czołgów T-54, tzw. W-54K-IS. Zmodernizowane pojazdy nosiły oznaczenie IS-2M. Na uzbrojeniu pozostawały one do początku lat 90. XX w. Ostatnie manewry z udziałem czołgów IS-2M odbyły się w Odeskim Okręgu Wojskowym w 1982 roku.
Czołgi IS-2 były też na uzbrojeniu LWP. Znajdowały się na wyposażeniu 4 Pułku Czołgów Ciężkich przeznaczonego dla 1 Armii WP oraz 5 Pułku Czołgów Ciężkich przeznaczonego dla 2 Armii WP. Zaczęto również formować 6 Pułk Czołgów Ciężkich dla 3 Armii oraz 7 Samodzielny Pułk Czołgów Ciężkich, ale ostatecznie zrezygnowano z tego zamiaru. Razem w latach 1944-45 przekazano LWP 71 czołgów, z czego zwrócono 21 (6 pułku). W chwili zakończenia wojny LWP dysponowało 26 pojazdami. Ich liczba w późniejszym czasie wzrosła na skutek zakupów w ZSRR oraz napraw wozów ściągniętych z pobojowisk. IS-2 użytkowane były do przełomu lat 50. i 60. XX wieku.

## Użytkownicy
- ZSRR/ Rosja
- Chiny[2]
- Czechosłowacja
- Korea Północna[2]
- Kuba[2]
- NRD
- Rzeczpospolita Polska
- Rumunia – egzemplarze otrzymane po zmianie stron
- Węgry – 68[3]
- Osetia Południowa

## W polskich muzeach
Czołgi IS-2 znajdują się w następujących placówkach muzealnych na terenie Polski:
- Muzeum Regionalne w Dębicy – pojazd, który w latach 1968–2005 pełnił rolę pomnika w Dębicy[a], w 2005 przeniesiony do Muzeum
- Lubuskie Muzeum Wojskowe w Drzonowie – tylko wieża
- Muzeum Oręża Polskiego w Kołobrzegu
- Muzeum Czynu Zbrojnego w Krakowie, obok budynku - nr taktyczny 137, nr seryjny 40116; na swoim szlaku bojowym zniszczył 4 samochody pancerne, 3 działa i 2 czołgi oraz uszkodził jeden czołg[b]
- Muzeum Broni Pancernej w Poznaniu – czołg w stanie gotowym do jazdy
- Muzeum Uzbrojenia w Poznaniu – nr taktyczny 415 (dawniej 431)
- Muzeum Wojska Polskiego w Warszawie – 2 egzemplarze:
  - pojazd w parku plenerowym przed siedzibą główną
  - pojazd w Muzeum Polskiej Techniki Wojskowej – nr taktyczny 434, dawniej czołg-pomnik w Pruszkowie
- Muzeum Pamiątek 1 Armii Wojska Polskiego w Starych Łysogórkach – nr taktyczny 421, pojazd służył w 4 Pułku Czołgów Ciężkich
- Wystawa plenerowa w parku Chrobrego w Lęborku - 1 czołg i drugi egzemplarz w jednostce wojskowej.

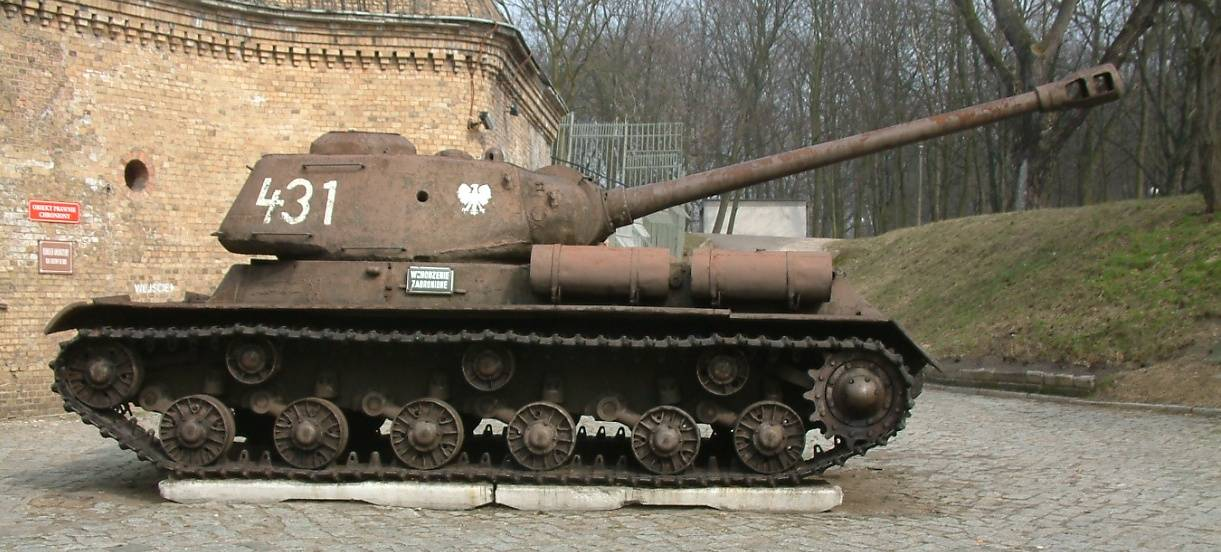
Eksponat w Muzeum Uzbrojenia w Poznaniu[c]
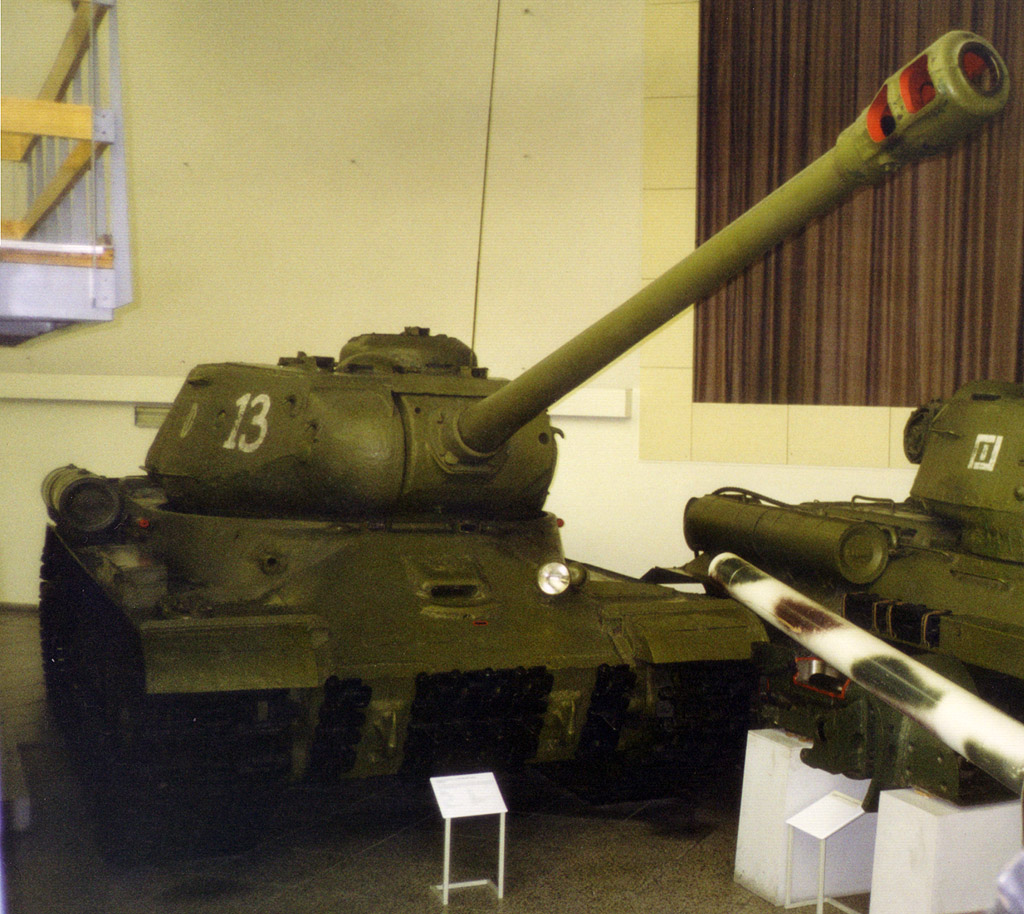
IS-2 w Militärhistorisches Museum der Bundeswehr
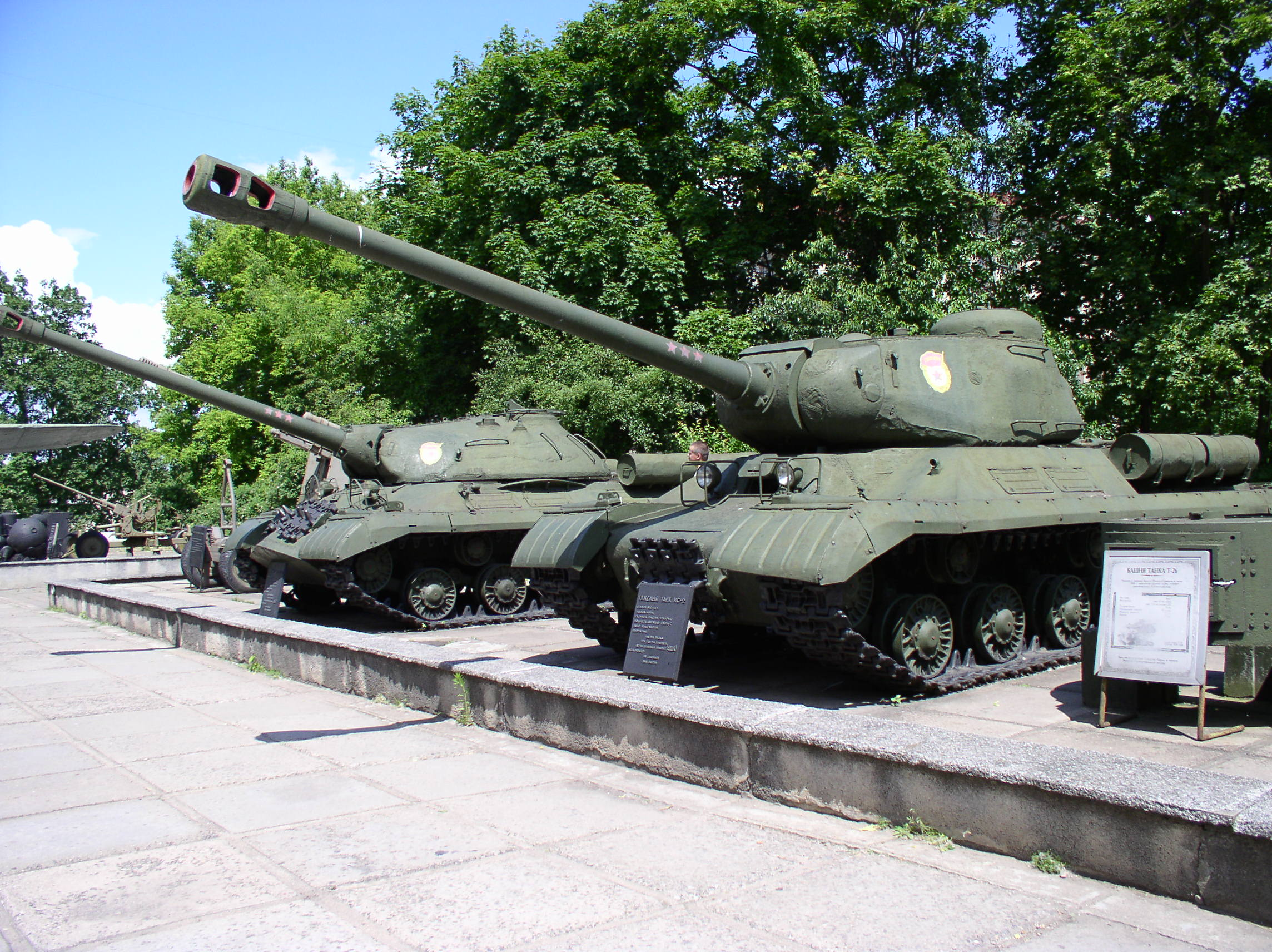
IS-2M (na pierwszym planie) i IS-3 w Muzeum Wielkiej Wojny Ojczyźnianej w Mińsku
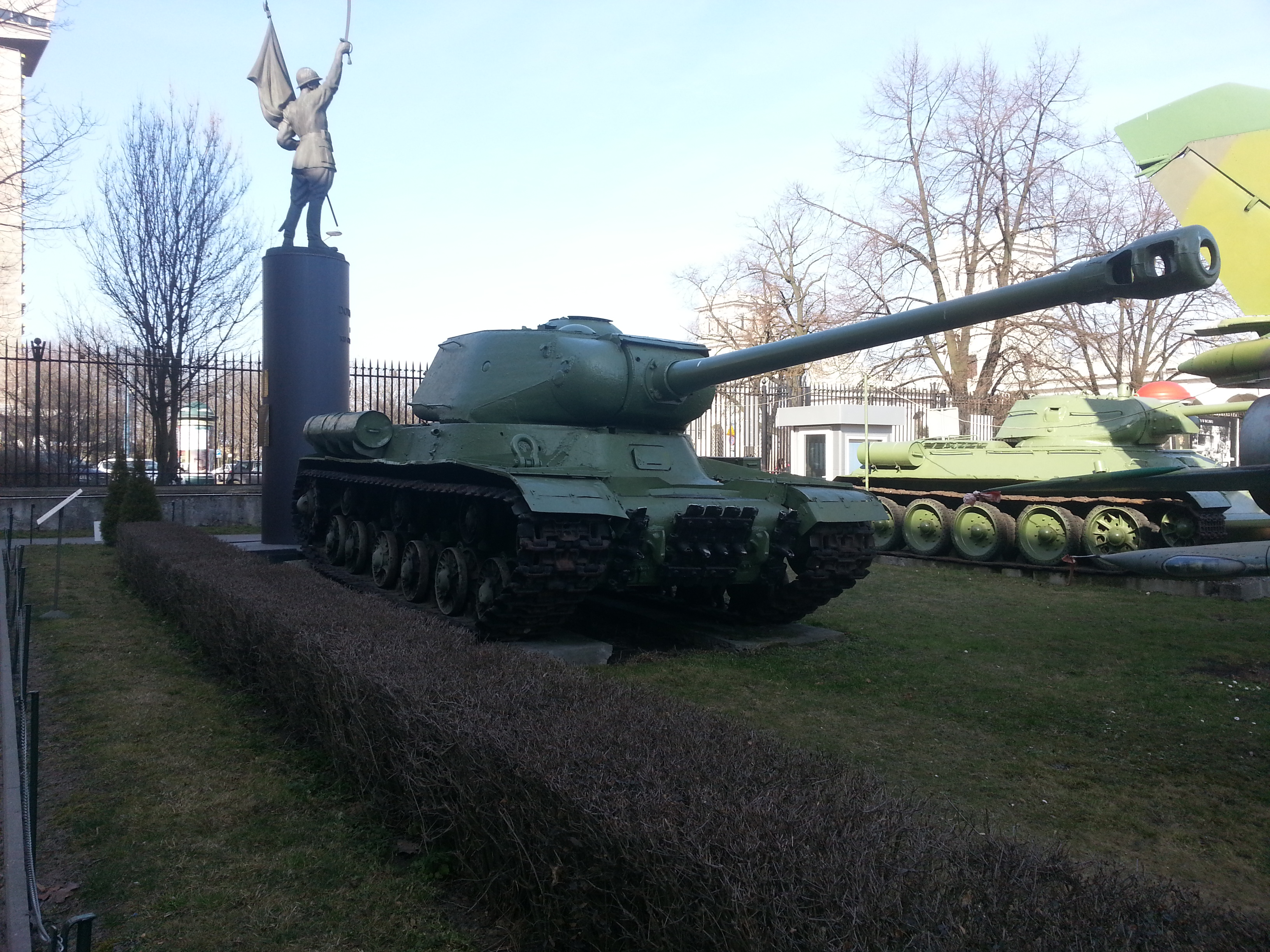
IS-2 w Muzeum Wojska Polskiego w Warszawie